# Liga Juniorów na Żużlu 2015
Drużynowe mistrzostwa Ligi Juniorów na żużlu 2015 – 8. edycja corocznego cyklu tzw. Ligi Juniorów. Mistrzostwa z poprzedniego sezonu bronił Włókniarz Częstochowa.

## Klasyfikacja końcowa
| Poz | Klub                                        | CZE | LES | TAR | RZE | TOR | GRU | ZIE | GOR | Punkty | Małych pkt. |
| --- | ------------------------------------------- | --- | --- | --- | --- | --- | --- | --- | --- | ------ | ----------- |
| 1   | Betard Sparta Wrocław                       | 5,5 | 6   | 5,5 | 6   | 6   | 6   | 6   |     | 41     | 170         |
| 2   | MONEYmakesMONEY.pl Stal Gorzów Wielkopolski | 4   | 3   |     | 3,5 | 2   | 4   | 4,5 | 6   | 27     | 137         |
| 3   | PGE Stal Rzeszów                            | 5,5 |     | 3,5 | 3,5 | 4   | 2,5 | 1   | 1   | 21     | 123         |
| 4   | Fogo Unia Leszno                            | 0   | 5   | 0,5 | 1,5 |     | 5   | 4,5 | 4,5 | 21     | 122         |
| 5   | KS Toruń                                    | 2   | 1   | 2   | 5   | 5   |     | 2   | 2   | 19     | 113         |
| 6   | Unia Tarnów                                 | 3   | 4   | 3,5 | 0   | 1   | 2,5 |     | 3   | 17     | 121         |
| 7   | MRGARDEN GKM Grudziądz                      | 1   | 0   | 0,5 |     | 3   | 1   | 3   | 4,5 | 13     | 104         |
| 8   | SPAR Falubaz Zielona Góra                   |     | 2   | 5,5 | 1,5 | 0   | 0   | 0   | 0   | 9      | 94          |

| Kolor   | Wynik      |
| ------- | ---------- |
| Złoty   | Zwycięzca  |
| Srebrny | 2. miejsce |
| Brązowy | 3. miejsce |